# Lisl Ponger
Lisl Ponger, née le 2 août 1947 à Nuremberg (Allemagne), est une artiste autrichienne.

## Biographie
Après un apprentissage de la photographie à l'institut d'enseignement et de recherche graphique de Vienne Graphischen Lehr- und Versuchsanstalt in Wien, Lisl Ponger travaille comme cinéaste, photographe et artiste médiatique. Ponger a pris des photos des actions d'Otto Muehl, Hermann Nitsch et d'autres représentants de l'actionnisme viennois. Elle a passé de longs séjours au Mexique et aux États-Unis. Elle commence à filmer en 1979. Les thèmes de l'étrangeté et de la patrie, le souvenir et l'oubli jouent un rôle majeur dans son travail. 

## Récompenses et distinctions
- 1988 Prix promotionnel autrichien pour l'art cinématographique
- 1994 Prix autrichien pour l'art cinématographique
- Prix de reconnaissance des beaux-arts de la Basse-Autriche 2003
- Prix des beaux-arts de la ville de Vienne 2005
- 2005 Golden Gate New Vision Award du 48e Festivals internationaux du film de San Francisco
- Prix Otto Breicha 2017[1]

## Publications
- Doppleranarchie. Wien 1967 - 1972, Falter Verlag, 1990.
- Fremdes Wien, Wieser Verlag, 1993.
- Xenographische Ansichten, Wieser Verlag, 1995.
- Wiener Einstellungen, Wieser Verlag, 1999.
- Lisl Ponger. Fotoarbeiten, 2000.
- Phantom Fremdes Wien. Phantom Foreign Vienna, avec des textes de Tim Sharp  et une conversation entre Ljubomir Bratić, Anna Kowalska, Lisl Ponger et Tim Sharp, Wieser Verlag, Klagenfurt/Celovec, 2004,  (ISBN 3-85129-433-5).
- Foto- und Filmarbeiten, Wieser Verlag, 2007.
- Werkschau XV, Fotogalerie Wien Nr. 44/2010,  (ISBN 978-3-902725-29-5).
- Kunstbeitrag "Wild Places", in: Manuel Aßner, Jessica Breidbach u. a. (Hrsg.): AfrikaBilder im Wandel? Quellen, Kontinuitäten, Wirkungen und Brüche, Peter Lang Verlag, Frankfurt am Main, 2012,  (ISBN 978-3-631-61568-3).
- The Vanishing Middle Class. Ausstellungskatalog Secession, 2014, Revolver Publishing, 2014,  (ISBN 978-3-902592-77-4).
- The Master Narrative, Ausstellungskatalog Weltmuseum Wien, 2017,  (ISBN 978-3-99020156-5)